# Marquesado de Valdelirios
El marquesado de Valdelirios es un título nobiliario español concedido el 22 de diciembre de 1715 por el rey Felipe V, con el vizcondado previo de Arancibia, a favor de Francisco de Munibe y Garabito

## Marqueses de Valdelirios
|                                     | Titular                                              | Periodo               |
| Creación por Felipe V               | Creación por Felipe V                                | Creación por Felipe V |
| ----------------------------------- | ---------------------------------------------------- | --------------------- |
| I                                   | Francisco Javier de Munibe y Garabito                | 1715-1725             |
| II                                  | Gaspar de Munibe y Tello                             | 1725-1793             |
| III                                 | Gaspar Carrillo de Albornoz y Vega Cruzat            | 1796-1799             |
| Rehabilitación por Francisco Franco |                                                      |                       |
| IV                                  | María de la Trinidad de Santiago-Concha y Tineo      | 1949-1953             |
| V                                   | María Trinidad Rodríguez de Santiago-Concha          | 1953-1992             |
| VI                                  | José María Rodríguez de Santiago-Concha              | 1997-2004             |
| VII                                 | Juan Rodríguez de Santiago-Concha y Fabra            | 2004-2022             |
| VIII                                | Cristina Rodríguez de Santiago-Concha y Ruiz-Navarro | 2022-actual titular   |

## Historia de los marqueses de Valdelirios
- Francisco Javier de Munibe y Garabito (Lima, 1677-1725), I marqués de Valdelirios.[1] Testó en Huamanga el 19 de octubre de 1725.

Casó el 1 de junio de 1732 con  Teresa Tello de Contreras y Ortiz de Espinosa. Le sucedió su hijo:
- Gaspar de Munibe y Tello (Huamanga, 1711-Madrid, 1793), II marqués de Valdelirios.[3] Le sucedió su sobrino nieto en 1796:[4]

- Gaspar Carrillo de Albornoz y Vega Cruzat (1759-?), III marqués de Valdelirios,[4] VI marqués de Feria, alcalde de Lima. Era hijo de Juan Carrillo de Albornoz y de su esposa, María Teresa de Vega Cruzat, marquesa de Feria.

Rehabilitado en 1949 por
- María de la Trinidad de Santiago-Concha y Tineo, IV marquesa de Valdelirios,[1] VII condesa de Sierrabella, XII marquesa del Dragón de San Miguel de Híjar.

Casó con Juan Rodríguez Fraile (1892-1929). En 5 de junio de 1953, le sucedió su hija:
- María Trinidad Rodríguez de Santiago-Concha (¿-Madrid, 1992), V marquesa de Valdelirios.[1] En 12 de septiembre de 1997 le sucedió su hermano:

- José María Rodríguez de Santiago-Concha (Madrid, 10 de agosto de 1916-17 de febrero de 2004), VI marqués de Valdelirios,[6] VII marqués de Casa Tremañes, XIII marqués del Dragón de San Miguel de Híjar,[7] VIII conde de Sierrabella y VI conde de Villanueva del Soto.[8]

Casó en Alella el 8 de julio de 1953, con María Inés Fabra y Boada. Le sucedió su hijo en 9 de junio de 2004;
- Juan Rodríguez de Santiago-Concha y Fabra (m. Madrid, 4 de enero de 2022[9]), VII marqués de Valdelirios,[1][10] VIII marqués de Casa Tremañes,[11] VII conde de Villanueva del Soto, IX conde de Sierrabella y conde de la Vega del Ren.

Casó con Cristina Ruiz-Navarro Pinar. Sucedió su hija:
- Cristina Rodríguez de Santiago-Concha y Ruiz-Navarro, VIII marquesa de Valdelirios,[12] XVI marquesa del Dragón de San Miguel de Híjar, X condesa de la Vega del Ren, IX marquesa de Casa Tremañes y IX condesa de Villanueva del Soto.